# Victorio Dente
Victorio Dente (Zárate, Provincia de Buenos Aires, 1992) es un jugador de baloncesto argentino-italiano que se desempeña como alero y ala-pívot en el Torneo Federal de Básquetbol para el club Independiente de Zárate.

### Carrera
Dente comenzó a jugar al baloncesto a los 12 años en el Club Náutico Zárate. Durante su etapa formativa, integró las selecciones zonales y provinciales, y en 2007 y 2009 fue parte de las preselecciones argentinas. En 2009, logró el campeonato provincial con la selección de Pergamino, donde participó como refuerzo, y se coronó campeón nacional con la selección de la Provincia de Buenos Aires.
En 2010, se unió a Ciudad de Campana bajo la dirección técnica de Marcelo Fernández, y en 2011 disputó el Provincial de Clubes con Independiente de Zárate. En 2012, se trasladó a la Ciudad de Buenos Aires para continuar sus estudios y su carrera deportiva en River Plate (básquet). En 2013, fue cedido a préstamo a Racing de Gualeguaychú para disputar el Provincial de Entre Ríos, antes de regresar a River Plate (básquet) en 2014.
Ese mismo año, fue fichado por Sportivo Escobar para disputar el Provincial, donde obtuvo el subcampeonato. En la temporada 2015-2016, logró el ascenso al Torneo Federal de Básquetbol, permaneciendo en el equipo hasta la campaña 2017-2018. En la temporada 2018-2019, jugó el Torneo Federal de Básquetbol con Ferrocarril Oeste de Concordia y, en la 2019-2020, defendió los colores de Independiente de Oliva y luego de Presidente Derqui.
En 2020, emigró a Italia para jugar en el Virtus Mesagne. En la temporada 2021-2022 se unió a Tigullio Sport Team de Santa Margherita Ligure, con quienes se consagró subcampeón. En la temporada 2022-2023, continuó su carrera en Alemania con Ademax Ballers Ibbenbüren, logrando el campeonato y el ascenso a la ProB.
Permaneció una temporada más en Alemania antes de trasladarse a Dinamarca en 2024 para jugar con BKV 81 Vejen en la primera división danesa.
En 2025, regresó a Argentina para disputar el Torneo Federal de Básquetbol con Independiente de Zárate.

### Clubes
| Club                           | País      | Año         |
| ------------------------------ | --------- | ----------- |
| Club Atlético River Plate      | Argentina | 2012 - 2014 |
| Racing de Gualeguaychu         | Argentina | 2013 - 2014 |
| Club Sportivo Escobar          | Argentina | 2014 - 2018 |
| Ferrocarril Oeste de Concordia | Argentina | 2017 - 2018 |
| Independiente de Oliva         | Argentina | 2019        |
| Club Presidente Derqui         | Argentina | 2019 - 2020 |
| Virtus Mesagne                 | Argentina | 2020- 2021  |
| Tigulio Sport Team             | Italia    | 2021 - 2022 |
| Ademax Ballers                 | Alemania  | 2022 - 2024 |
| BKV 81                         | Dinamarca | 2024-2025   |
| Independiente de Zárate        | Argentina | 2025        |

## Bibliografíces externos
- Ficha en Eurobasket.
- https://www.proballers.com/es/baloncesto/jugador/273965/victorio-dente Ficha en ProBallers].
- Ficha en RealGM.

- Datos: Q132733684